# دوبورسکو
دوبورسکو (به بلغاری: Doborsko) یک منطقهٔ مسکونی در بلغارستان است که در شهرستان کروموفگراد واقع شده‌است.